# Euherrichia argentilinea
Euherrichia argentilinea là một loài bướm đêm trong họ Noctuidae.